# Ostoja-Ostaszewski
Ostoja-Ostaszewski est une famille noble polonaise qui possédait de nombreux résidences dans la Pologne d'avant-guerre, entre autres un palais à Cracovie et un château à Wzdów. Il appartient au clan médiéval d'Ostoja, influent en Pologne, Hongrie et en Ukraine.
Les membres notables de la famille comprennent : Tomasz Ostaszewski (1746-1817), évêque de Płock, Nereusz Ostaszewski (1755-1803), membre du Grand Sejm, Teofil Ostaszewski (1807-1889), un homme politique, ainsi que des femmes connues du travail caritatif : Emma Ostaszewska née comtesse Załuska (1831-1912), comtesse Maria Dzieduszycka née Ostaszewska (1851-1918) et comtesse Zofia Tarnowska née Ostaszewska (1902-1982).

## Galerie

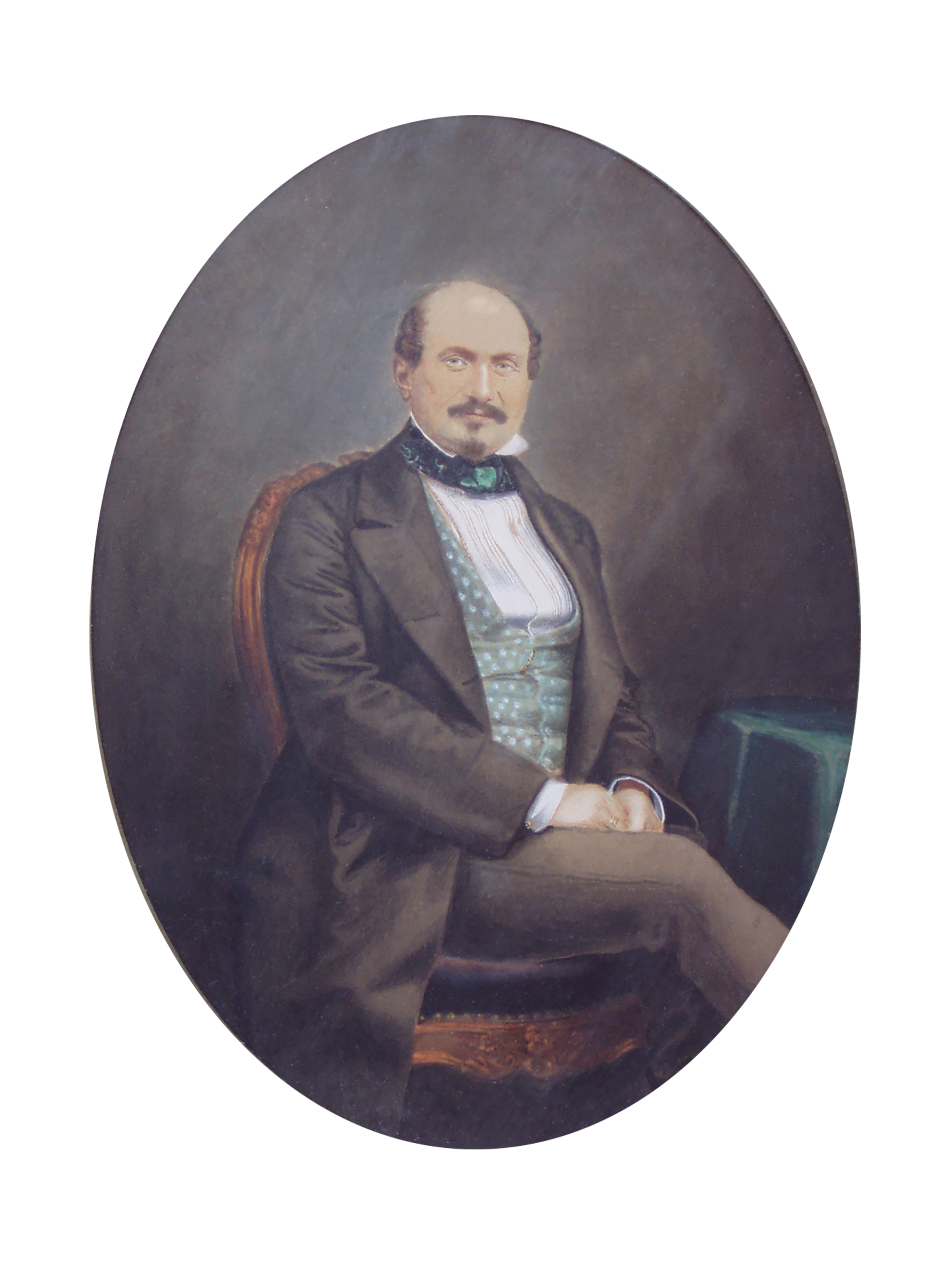
Teofil Ostaszewski
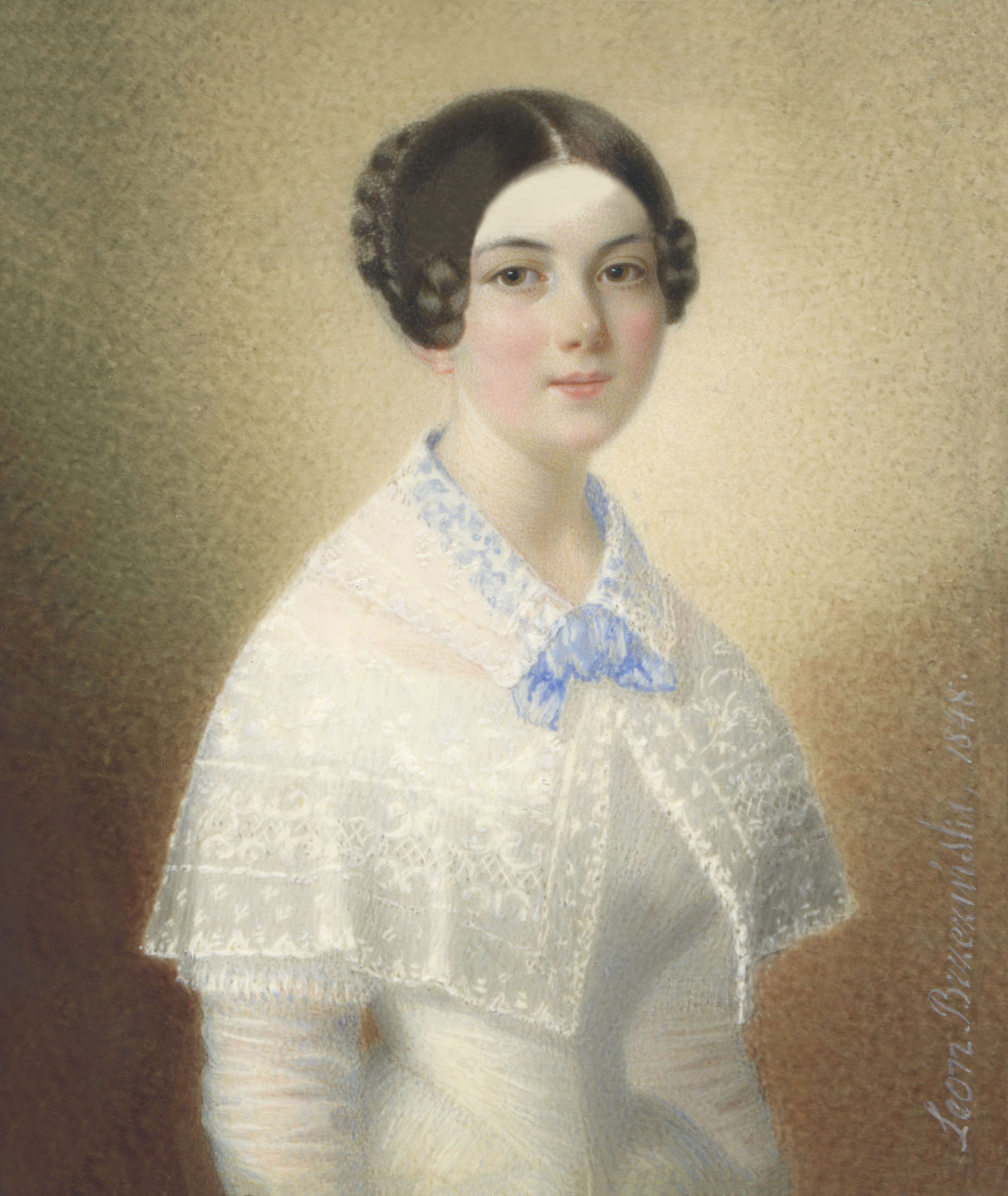
Emma Ostaszewska née comtesse Załuska
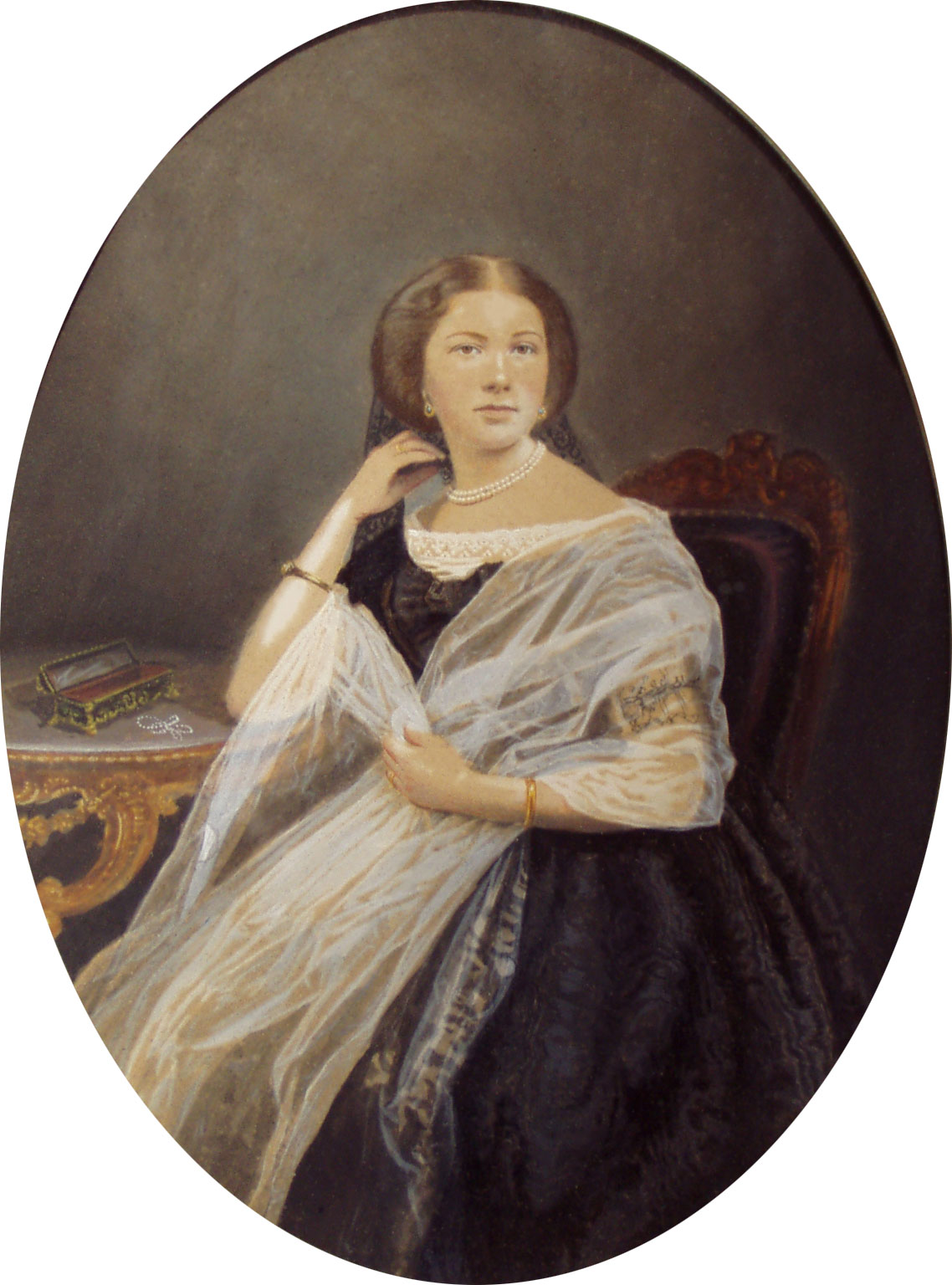
Emma Ostaszewska née comtesse Załuska
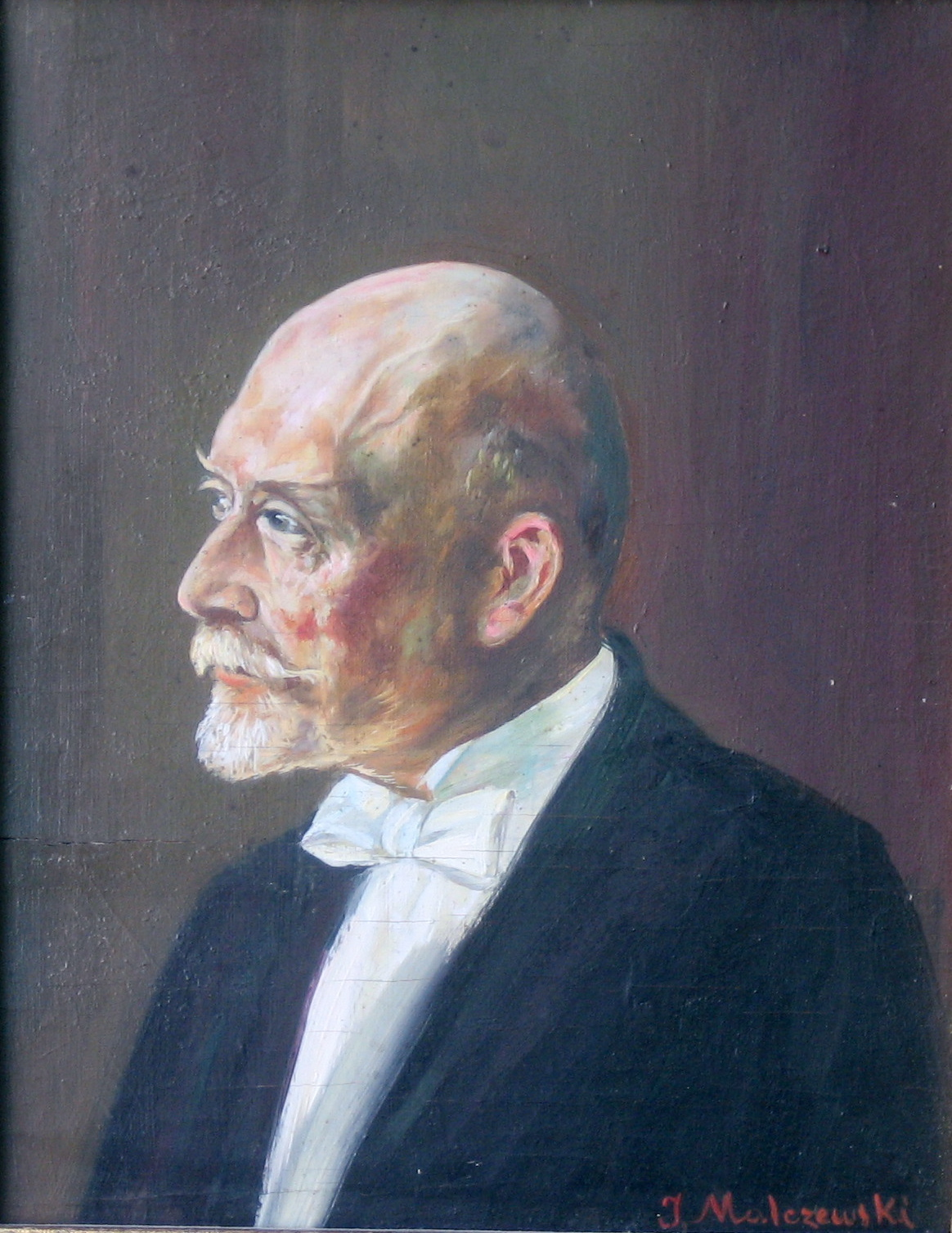
Kazimierz Ostaszewski
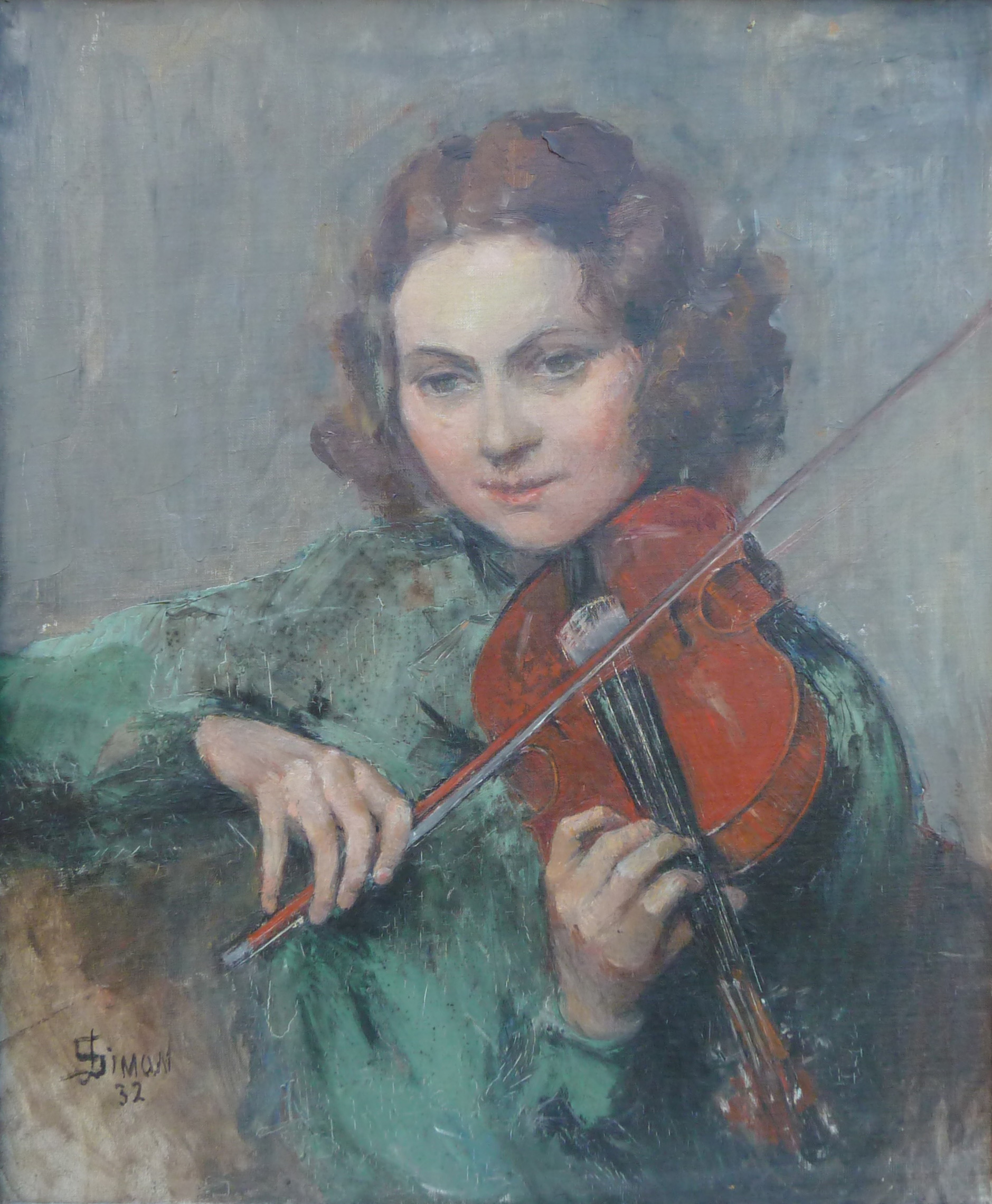
Yolanda Ostaszewska
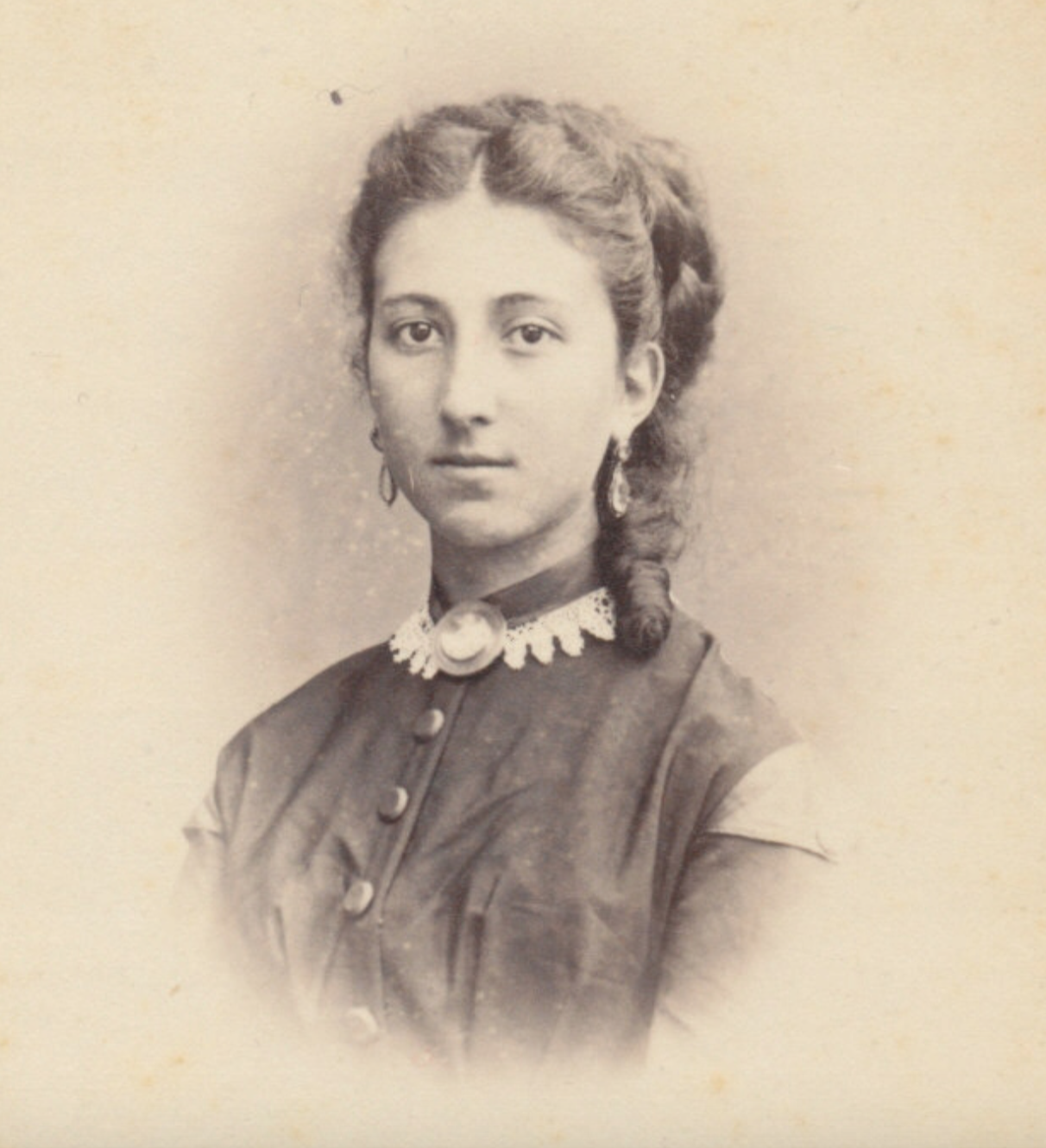
Comtesse Maria Dzieduszycka née Ostaszewska
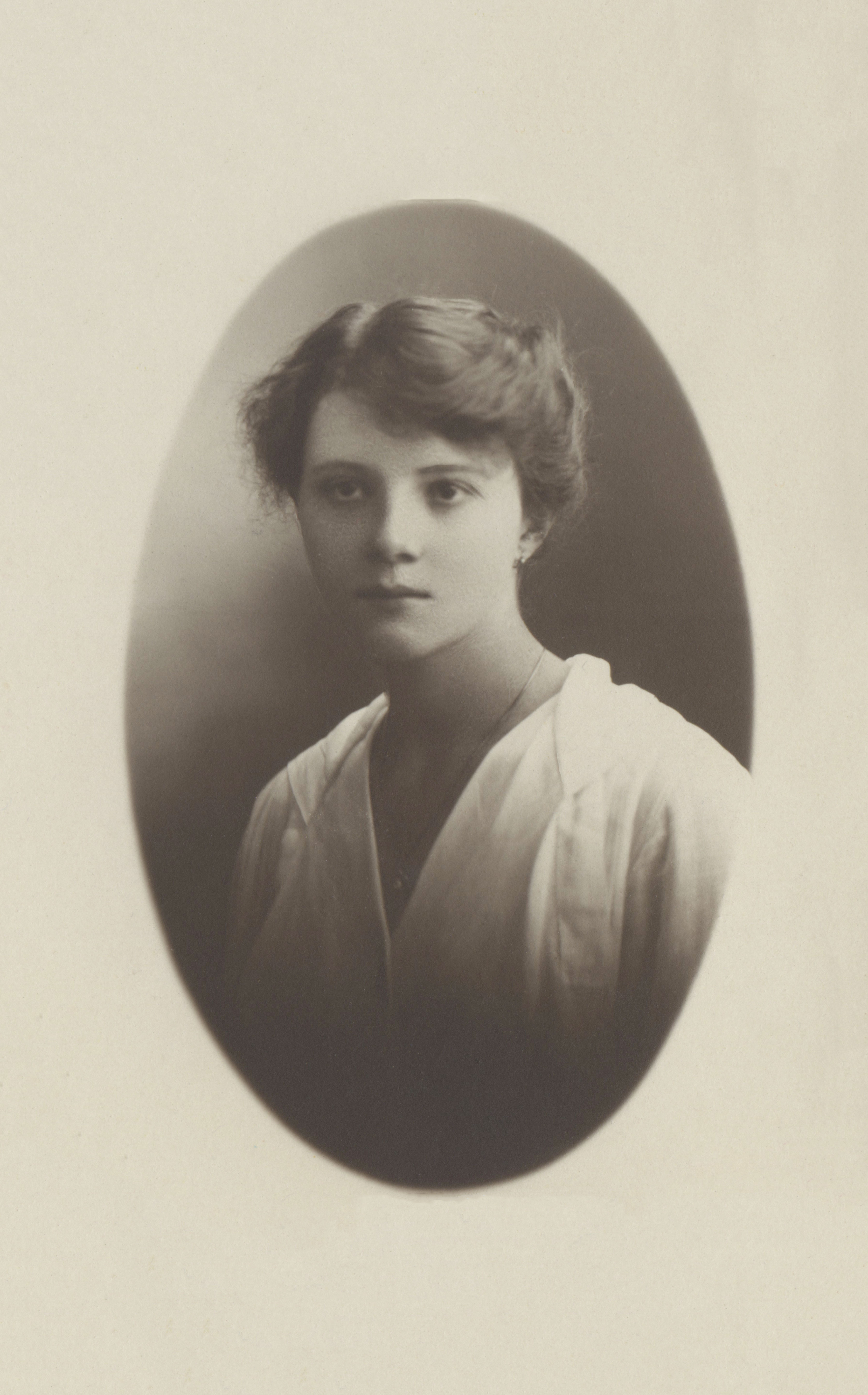
Comtesse Zofia Tarnowska née Ostaszewska
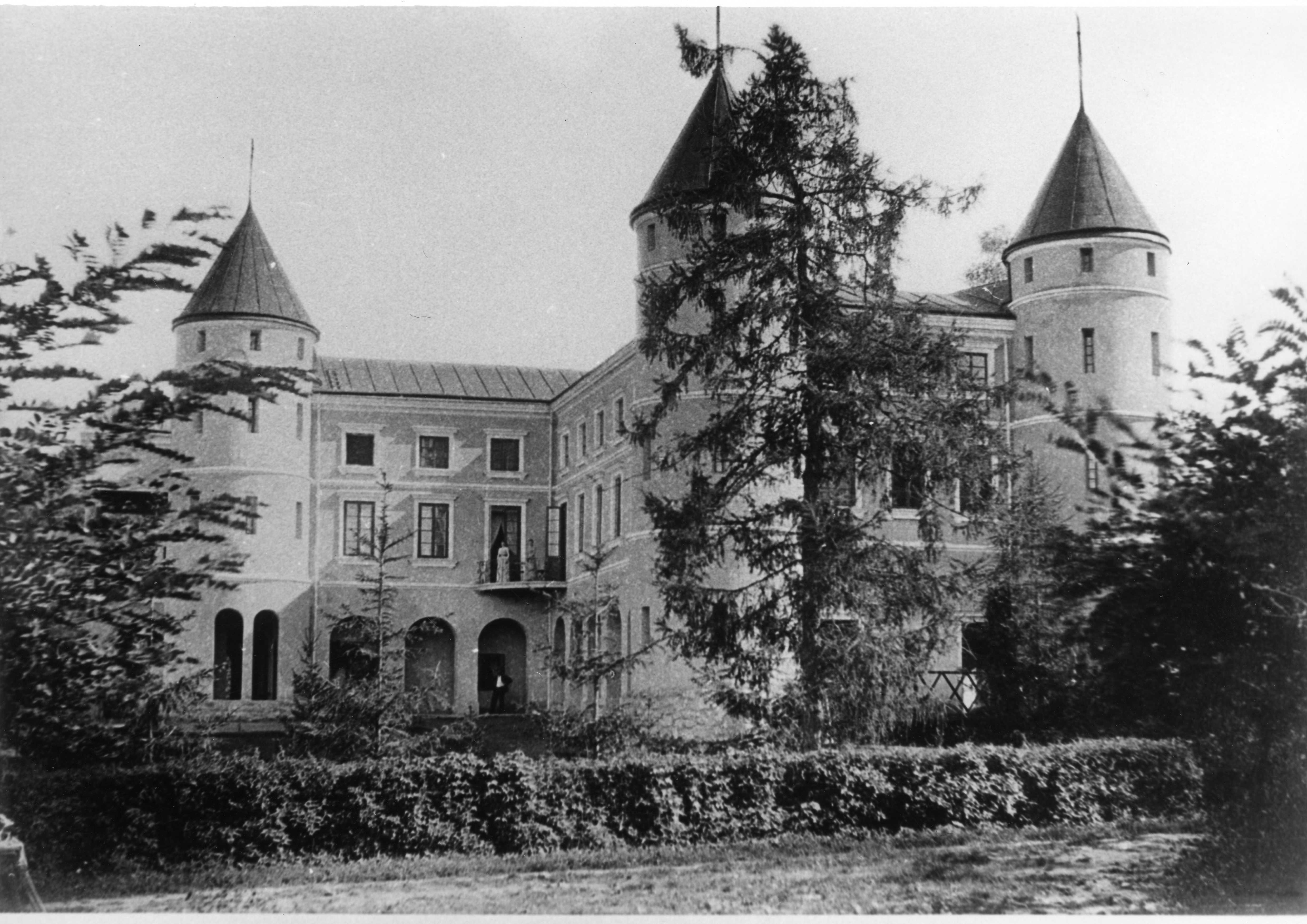
Palais à Wzdow
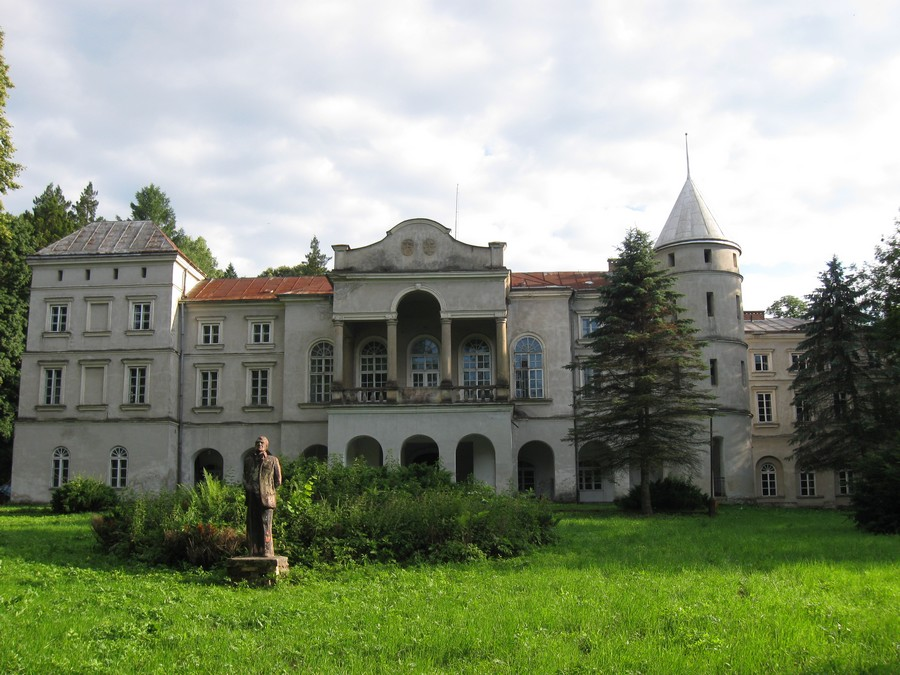
Palais à Wzdow
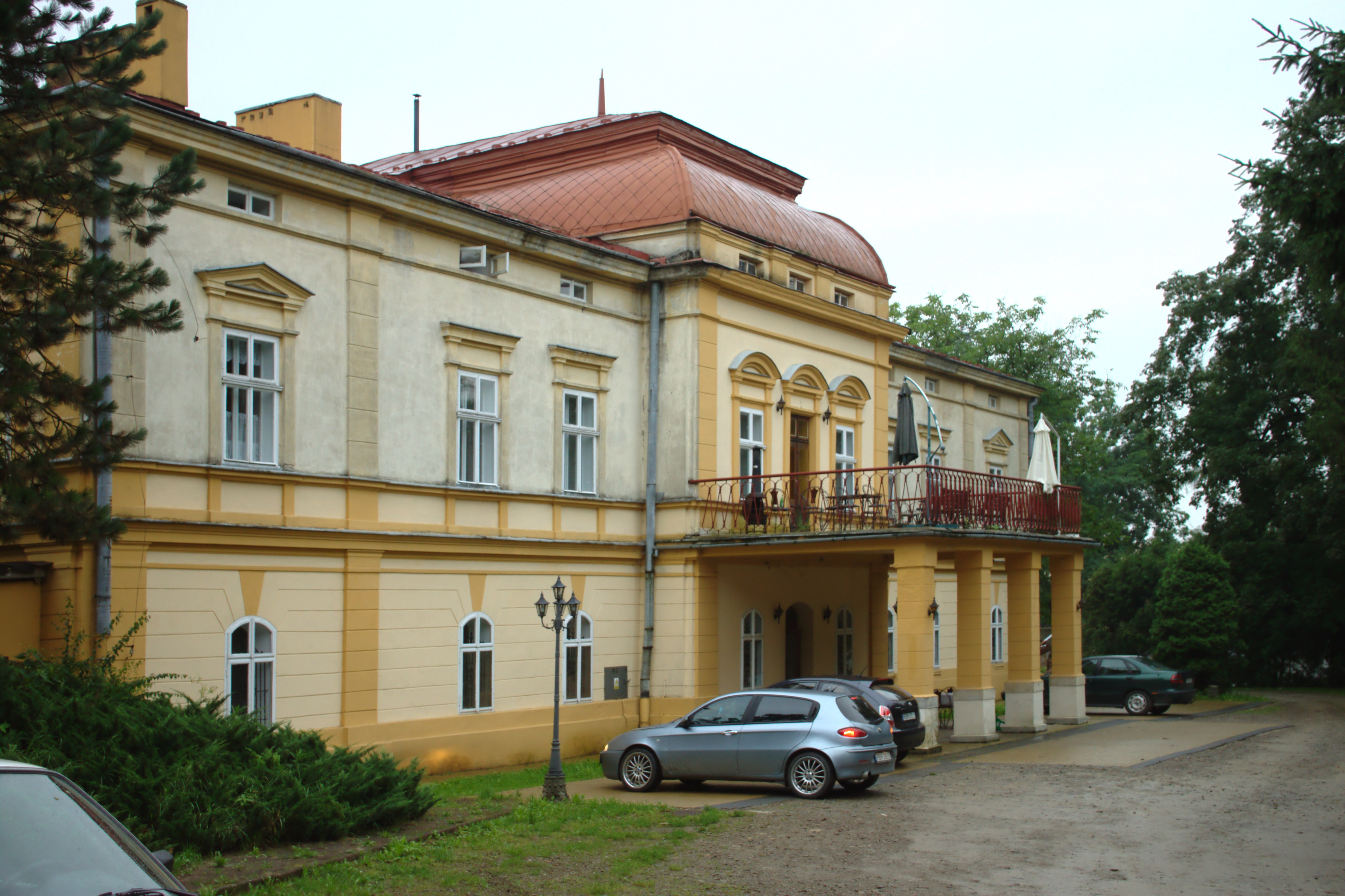
Palais à Grabownica
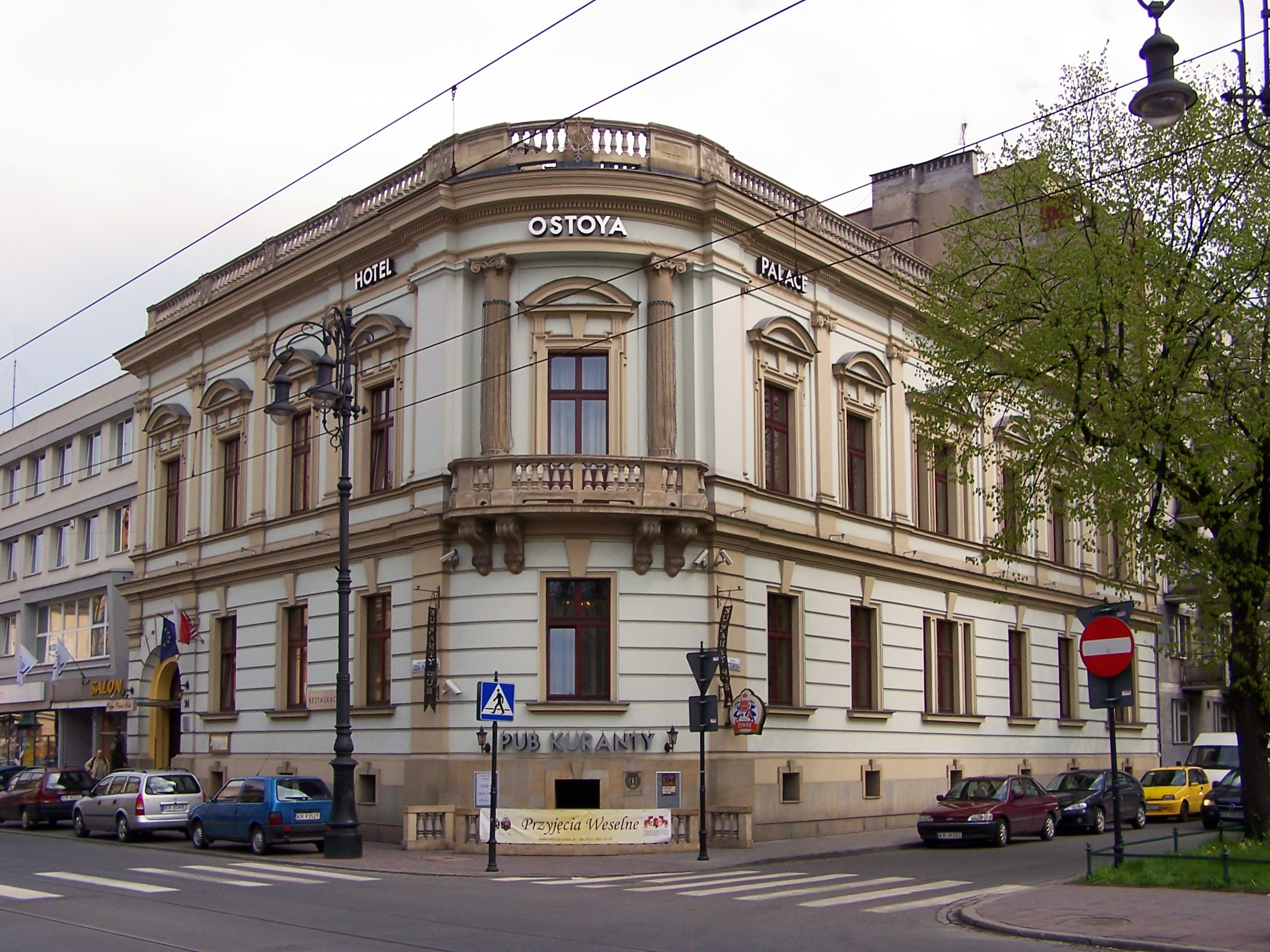
Palais à Cracovie
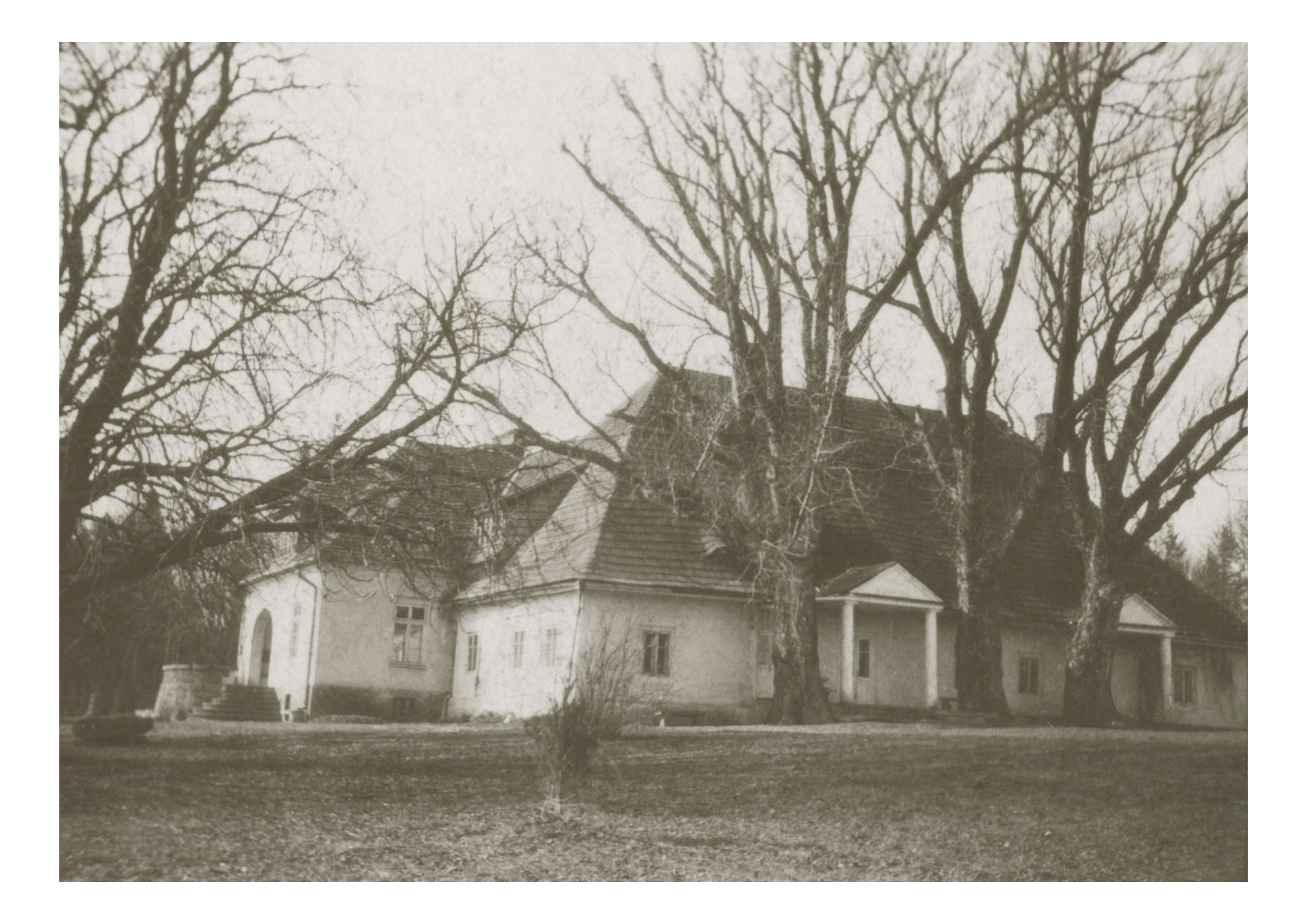
Manoir à Klimkówka